# Voi Airport
Voi Airport är en flygplats i Kenya.   Den ligger i länet Taita-Taveta, i den södra delen av landet, 300 km sydost om huvudstaden Nairobi. Voi Airport ligger 609 meter över havet.
Terrängen runt Voi Airport är kuperad åt sydväst, men åt nordost är den platt. Terrängen runt Voi Airport sluttar österut. Runt Voi Airport är det ganska tätbefolkat, med 155 invånare per kvadratkilometer. Närmaste större samhälle är Voi, 3,9 km sydost om Voi Airport. Trakten runt Voi Airport består i huvudsak av gräsmarker.